# Josip Turčinović
Josip Turčinović (Sveti Petar u Šumi, 30. rujna 1933. – Zagreb, 3. listopada 1990.) bio je hrvatski katolički svećenik, teolog i filolog.

## Životopis

### Školovanje
Osnovnu školu pohađao je u rodnom mjestu. Gimnaziju je započeo u sjemeništu Tršćansko-koparske biskupije u Kopru, a završio 1952. na Biskupskoj klasičnoj gimnaziji u Pazinu. Od 1952. do 1960. studira na Katoličkom bogoslovnom fakultetu u Zagrebu, gdje je 1960. položio licencijat iz teologije. Za svećenika je zaređen 22. lipnja 1958. godine. Od 1958. do 1962. godine studirao je slavistiku i komparativnu povijest književnosti na Filozofskom fakultetu Sveučilišta u Zagrebu.

### Rad na KBF-u u Zagrebu
Od godine 1962. do 1964., kroz tri je semestra predavao razne teološke discipline na Visokoj bogoslovnoj školi u Pazinu. Godine 1964. izabran je za asistenta pri Katedri istočnog bogoslovlja Katoličkog bogoslovnog fakulteta u Zagrebu. Godine 1966. je doktorirao tezom „Odnosi Istočne i Zapadne Crkve kod Krste Pejkića, prilog povijesti teološke kontroverzije u prvoj polovici 18. stoljeća”, a 1970. habilitirao studijom „Teologija Antuna Vramca (1538-1587)”, nakon čega je izabran za docenta i pročelnika Katedre ekumenske teologije, koju je vodio do smrti. Predavao je i staroslavenski, odnosno starohrvatski jezik i književnost, a od godine 1967. također i traktat Misterij Trojedinog Boga. U okviru fakulteta povjerene su mu razne dužnosti. Od 1966. do 1969. bio je tajnik Pastoralno-teoloških tjedana što ih priređuje fakultet. Istovremeno je radio i u „Bogoslovskoj smotri”, vodio ekumenske delegacije fakulteta ili u njima sudjelovao (Beograd, Ljubljana), te sudjelovao na brojnim međunarodnim i svjetskim susretima i kongresima (Chevetogne, Niederaltaich, Rim, Luzern, Metz). Sudjelovao je i u prijevodu većih koncilskih dokumenata te svih liturgijskih izdanja obnovljene liturgije. Uređivao je časopise „Poslušni Duhu”, „Kana”, „Svesci” i „Volumina theologica”.

#### Institut za teološku kulturu laika
Godine 1968. fakultetsko vijeće imenovalo ga je predstojnikom Instituta za teološku kulturu laika pri Katoličkom bogoslovnom fakultetu u Zagrebu, sa zadatkom da ga uspostavi, nađe suradnike i prostorije, te izradi privremeni statut i program rada. Kao predstojnik instituta pomogao je u osnivanju istoimenog instituta u Rijeci i pripremama za njegovo osnivanje u Splitu.

### Kršćanska sadašnjost
Nakon Drugog vatikanskog koncila s Tomislavom J. Šagi-Bunićem i Vjekoslavom Bajsićem priprema časopis „Svesci Kršćanska sadašnjost”. Prvi broj se pojavljuje u siječnju 1967. Iz rada na tom časopisu uskoro se oblikuje „Centar za koncilska istraživanja, dokumentaciju i informacije, Kršćanska sadašnjost” koji je okupio brojne djelatnike zauzete za koncilsku obnovu u Hrvatskoj. Centar je crkveno-pravno osnovao zagrebački nadbiskup Franjo Šeper, 22. veljače 1968. godine. Od tada pa do kraja života Turčinović je ravnatelj te ustanove, pokretač svih pothvata, urednik časopisa i biblioteka i kreator cjelokupne, osobito izdavačke djelatnosti. U daljnjem razvoju nastalo je „Teološko društvo Kršćanska sadašnjost” sa svojim razgranatim djelovanjem, kojemu je Josip Turčinović tajnikom i ravnateljem istoimene njegove izdavačke kuće sve do smrti. Ostvario je informativnu agenciju AKSA (Aktualnosti Kršćanske sadašnjosti), te pionirska izdanja ploča i kazeta s crkvenom tematikom. Pred kraj života nastojao je ustrojiti televizijski studio Kršćanske sadašnjosti. Priredio je film „Katolička Crkva u Hrvata” i skazanje „Trinaest stoljeća kršćanstva” izvedeno u Zagrebačkoj katedrali prigodom Nacionalnog euharistijskog kongresa 1984. godine. U duhu koncilske konstitucije „Gaudium et spes”, trudio se da, kraj svih teškoća, katolička Crkva u Hrvatskoj ostvari što življu i svestraniju dijalošku prisutnost u svim segmentima društvenog života.

### Pastoralni rad
Svoju svećeničku službu dugo godina Josip Turčinović je vršio u kapeli Ranjenog Isusa na Trgu bana Jelačića. Iz njegovih homilija potekle su liturgijske ideje i vjerski poticaji među sveučilištarcima, a potom i knjige, prevedene i na talijanski jezik. Kao vrsni predavač sudjelovao je na mnogim vjerničkim, osobito svećeničkim skupovima, u vrijeme kad je druga izdavačka djelatnost bila nemoguća.
Umro je u Zagrebu 3. listopada 1990. Pokopan je u rodnom mjestu.

## Djela

### Knjige
- Misionar Podunavlja Bugarin Krsto Pejkić (1665-1731). Njegovo doba i njegove rasprave o islamu i pravoslavlju
- Katolička Crkva u južnoslavenskim zemljama
- Antun Vramec. Sporni hrvatski teolog (1995.)
- Glas iz Ranjenog: uvođenje u Kristovo otajstvo (I. sv.) (1997.)
- Glas iz Ranjenog: vrijeme Duha - vrijeme Crkve (II. sv.) (1998.)
- Glas iz Ranjenog: u Očevoj kući (III. sv.) (1999.)
- Misao vjere. Izabrani spisi 1 (2011.)

### Zvučni zapisi
- Josip Turčinović: Propovijedi (CD)

### Film i kazalište
- film Katolička Crkva u Hrvata
- skazanje „Trinaest stoljeća kršćanstva”

## Vanjske poveznice
- Josip Turčinović je to znao
- Dan Kršćanske sadašnjosti i 20. obljetnica smrti dr. Josipa Turčinovića[neaktivna poveznica]